# ポーション頼みで生き延びます!
『ポーション頼みで生き延びます！』（ポーションだのみでいきのびます！）は、FUNAによる日本のライトノベル。2015年11月より小説家になろうに投稿され、2017年6月にKラノベブックス（講談社）より書籍化されている。イラストはすきまが担当する。2024年9月時点で電子書籍を含めたシリーズ発行部数は170万部を突破している。
メディアミックスとして、ほぼ同時にウェブコミックサイト『水曜日のシリウス』にてコミカライズ連載が始まった。漫画は9巻まで九重ヒビキ、それ以降は『ポーション頼みで生き延びます！ 続』のタイトルで園心ふつうが担当する。さらに、2023年10月から12月までテレビアニメが放送された。

## あらすじ

### 1巻
OLの長瀬 香（カオル）は帰宅途中で、神のような存在である地球の管理者の調整失敗により死亡し、異世界「ヴェルニー」への転生を勧められる。カオルは、ヴェルニーの管理者セレスティーヌ（セレス）に「ポーション作成能力」と「若返り」を条件にし、ヴェルニーへと転生した。
初めて立ち寄ったブランコット王国の町で、重傷者をポーションで治したが、この世界の薬は低性能なもので、回復魔法も存在せず、カオルのポーションは規格外の効能だった。ポーションの独占を目論む領主に軟禁されたが脱出し、王都アラスへと向かう。
途中、フランセットたちアダン伯爵家子女一行に、「女神の涙」と称する「万能治療ポーション」と「若返りポーション」を与えた。その中の1本は、後にバルモア王国王兄ロランドに使われ、女神の力が知られるようになる。
アラスでは食堂のウェイトレスとして雇われ、副業として空いた時間に相談業を行う。お忍びで来店していたブランコット王国第一王子のフェルナンは、カオルの知識と知恵に興味を持ち執着するようになり、ストーカーじみた行動をとるようになる。王宮でのパーティーで、カオルとの婚約を発表しようとするフェルナンに対して、カオルは自分の顔に傷をつけてまで拒否して逃げ出す。
隣国に向かうカオルは、商人のヨハンの馬車に同乗させてもらって、バルモア王国王都グルアに到着する。グルアでは、工房の住み込みお手伝いとして働きながら、貧民街の浮浪児エミールたちを情報収集に使い、怪我や病に苦しむ心正しき人を秘かに助ける活動を始める。噂が広まったのち、王兄ロランドやアダン伯爵家、ヨハンのアビリ商会の協力を得て、効力弱めのポーションを大々的に売り出す。

### 2巻 - 3巻
西のアリゴ帝国が侵攻してきた際には、「ニトログリセリンのような効力を持った薬」や「ナパーム弾のような効力を持った薬」を駆使して帝国軍を撃退する。戦後処理では帝国に未知の巨大島の存在と造船技術を教えて国の立て直しに協力する。一方、中立を破って帝国に協力し、女神の名前を使って好き放題していたルエダ聖国を崩壊させる。
戦争の4年後、自分の体が15歳から成長しないことに気がついたカオルは、結婚相手探しを兼ねて諸国漫遊の旅を始める。一緒についてきたフラン、ロランド、エミール、ベルとともに、フェルナンが網を張るブランコット王国を素早く突破しドリスザート王国セリナスの町に入る。セリナスでカオルは誘拐団にさらわれるが、チート能力を使って脱出する。一緒に誘拐されていて帰る場所の無い少女レイエットを引き取り、旅に同行することになる。誘拐騒動でチート能力を使い目立ちすぎてしまったために、ドリスザート王国を抜け出し、南にあるユスラル王国の王都リテニアに入る。
リテニアでは薬屋を開き、目立たないように効力の弱い薬を販売するが、その中の軍人病（水虫）治療薬が評判になり部隊間での争奪戦となる。王都で流行病のパンデミックが起きた際には自重をやめ、広場に「特効薬が出続ける女神像」を設置する。流行元とみられる東の村に行き、発生源である世界の歪みを発見、セレスを呼び出して歪みを閉じた。

## 登場人物
年齢は初出時。声の項はテレビアニメ版の声優。

### 第一シーズン
カオル転生から諸国漫遊の後、カオルがヴェルニーから姿を消すまでの期間。作中で「第一シーズン」と呼ばれている。

#### 諸国漫遊メンバー
アリゴ帝国とバルモア王国の戦争の数年後、自分が成長しないことに気づいて諸国漫遊の旅に出るカオルと、共に旅をしたメンバー。
長瀬 香（ながせ かおる）/ カオル
声 - 久住琳
本作の主人公。家族構成は両親と2歳年上の兄と3歳年下の妹。小説好き。国立大の理系学部を卒業して地元の中堅企業に勤めている22歳のOLだったが、地球の管理者が歪みを修正する際に偶然巻き込まれ、体が真っ二つになり死亡。肉体の15歳への若返りと、若い女が一人で異世界で生活できるようにと「思った通りの効果のある薬を、考えた通りの容器に入れて作る能力」「容量無限、時間経過無しのアイテムボックス」「この世界のあらゆる言語の会話、読み書きに不自由しない能力」の3つのチート能力と引き換えに異世界へ転生する。
胸が小さいこと以外は平均的な15歳日本女性の体格だが、異世界では12歳前後と幼く見られる。童顔だが吊り目で目つきが悪く、この目つきのせいで何も知らない人には怯えられるためコンプレックスとなっている。作中ではロランドに「悪人面がよく似合う」と言われてしまう。
この世界で平穏に暮らし、子孫を残すことを目標にしている。
セレスティーヌに半ば脅しをかけて上記のチート能力を手に入れたり、盗品を売るためにエピソードをでっち上げて同情を誘ったりするなど、かなり腹黒。
「思った通りの効果のある薬を、考えた通りの容器に入れて作る能力」に関してはかなり応用が利き、ニトログリセリンや唐辛子のエキスを生成して攻撃に使用したり、ポーション容器の要素さえあれば明らかに瓶ではない形状のものも作り出せたりする。
フランセット
声 - 高柳知葉
初当場の時はアダン伯爵家の女騎士、27歳、愛称フラン。騎士としてロランドに憧れている。
アダン家子女による祖母見舞いの護衛任務途中、森の中でベッドで寝ていたカオルを発見。女神を名乗るカオルの場当たり的な対処で、3本の自重無しポーション「女神の涙」を得る。1本は見舞い先の祖母。もう1本は右腕不随のロランドに献上し、毒でないことを示すために自身も飲んだところ、16歳程度の体に若返り、身体能力が大幅に上昇した。その後ロランド配下の護衛騎士となり「鬼神」と呼ばれるようになる。
対アリゴ帝国の戦いではロランドをかばって瀕死の重傷を負ったものの、カオルのポーションで瞬時回復した上に神剣「エクスグラム」を与えられて敵を蹂躙し、救国の英雄となる。戦後、子爵になるとともにロランドと婚約する。
ロランド
声 - 坂泰斗
バルモア王国王兄。過去の事故で弟の現国王をかばったときの傷で右腕が動かなかったが、カオルがフランセットに託した「女神の涙」を飲むことで全快する。
エミール
声 - 小泉萌香
バルモア王国の王都グルアの貧民街に住む浮浪男児、12歳。カオルの手足となって動く情報組織「女神の眼」のリーダー。
ベル
声 - 岩田陽葵
グルアに住む浮浪女児で「女神の眼」のメンバー、8歳。重病だったところをカオルの薬で助けられ、以後女神として崇拝している。
エド
声 - 高橋伸也
アリゴ帝国から鹵獲した白毛の軍用馬。鹵獲の時は6歳。以後カオルの愛馬となる。カオルとは言語能力で会話可能。
数年後の諸国漫遊の旅では、エドの嫁がエミールの乗馬として、3歳になるエドの娘がベルの乗馬として同行する。
エドの子孫はシルバー種と呼ばれる。
レイエット
声 - 北川菜月
カオルが旅の途中、ドリスザート王国のセリナスの町で共に誘拐団にさらわれた6歳の少女。親に奴隷同然に売られており、帰る場所が無く、カオルの妹枠として同行することになった。

#### 世界の管理者
地球の管理者
声 - 佐藤拓也
地球を管理する神のような存在。空間の歪みの修正を失敗して香を死なせ、肉体が死亡扱いになったことから生き返らせることはできず魂だけを異世界に送る。香の前に姿を現す際はイケメン青年、同種族の中でも尊敬される立場らしい。
セレスティーヌ
声 - 東山奈央
異世界ヴェルニーの管理者、愛称セレス。高位生命体だが、カオルの前に現れるときは分身体のひとつなので、頭の回転がやや遅くぽわぽわしている。地球の管理者を敬愛しており、交流が増えるきっかけになるかも知れないと、カオルの件は喜んで引き受けた。カオルに能力を与えた際に友達となる。「細かい仕事が苦手」と自ら語り、実際に神罰を落とすときの範囲が大雑把、地上に現れた「空間の歪み」を修正する際にカオルを巻き込みかけるなど、時々やらかす。ヴェルニーでは唯一神（女神）として敬われているが、一方でそのガサツさから恐れられてもいる。

#### ブランコット王国
フェルナン
声 - 木島隆一
ブランコット王国第一王子。カオルのことになると周りが見えなくなる。お忍びで出かけた王都の食堂で相談業をしているカオルを気に入り、ストーカーまがいの行動の後、王宮のパーティーで一方的に婚約者宣言をして逃げだされてしまう。
フォビオ、アラン
声 - 和田将弥（フォビオ）、大塚剛央（アラン）
フォビオはブランコット王国宰相の息子。アランは大臣の息子。ともにフェルナンの幼馴染みであり側近。フェルナンの暴走を止めることが出来なかった。
エメ、アガーテ
声 - 会沢紗弥（エメ）、河野ひより（アガーテ）
ウェイトレスとして働くカオルの同僚。カオルが相談屋をする場合に仕事を押し付けられるが、エメとアガーテにそれぞれの代金の2割、合計4割が分配されるので喜んで引き受けている。「分け前踊り」をしてしまうほど。
アガーテは、数年後に商人と結婚し、カオルに教えてもらった知識で商店を大きくすることに貢献している。
ジルダ
声 - 北原沙弥香
カオルが初めて立ち寄った町のギルド受付嬢。目つきや口調はきついが、困っているカオルにベッドを貸すなど実は優しい。
ルニエ
声 - 蓮岳大
カオルが初めて立ち寄った町の領主の男爵。税を重くしているため領民に嫌われている「典型的な小物貴族」。
カオルの奇跡の薬を利用して、のし上がるために屋敷に呼び出したが、部屋の家具や服を盗まれて逃げられる。アニメでは第1話クレジットタイトルに名前が記載されているが、原作では話が進んだ後に間接的に名前が明らかになった。
ギスラン
ブランコット王国第二王子。カオルのこと以外は優秀なフェルナンと違い、頭も性格も悪く取り入って利用しやすい人物として次の国王と祭り上げられる。
国王急死後、フェルナンが国外逃亡したため国王の実権を握る。とはいえ取り巻き以外の貴族や民衆からの支持はなく、その状況を打破するべく隣国バルモアへ宣戦布告する。
結局侵攻は失敗し、父王殺害と王位簒奪の罪で処刑された。
ブルース
元ルエダ聖国の神官で崩壊後ブランコット王国の王宮付きの神官となる。位階は司教。
御使い様（カオル）に嫌われているフェルナンより、ギスランを王にしようとする派閥に属している、というよりそそのかしている一人。カオルがギスランを支持するよう依頼に来るが、断られるとナイフを取り出し殺そうとする。フランセットに腕を切り落とされて失敗する。
ルエダの残党
ルエダ聖国が滅ぶことがわかると財産を持って他国へ逃げた者たち。その資産を使って王宮や神殿に取り入る者や、政治や宗教とは距離を置いて静かに暮らす者もいる。
一部の者はブランコットのお家騒動に加担し、ギスランを王にして上手く操ろうと画策する。結局失敗に終わるが、カオルの殺害には成功してしまう（実際には死んだわけではなく「自らをアイテムボックスに入れる」ことで回避した。セレスはその発想に至らなかったため「魂の反応が消失した」として死亡と判断した。）。
その後、現れたセレスティーヌの命を受け、加担した残党は処刑、他国に逃げた残党も私財を没収されバルモア領に編入されたルエダに戻される。

#### バルモア王国
ヨハン・アビリ
声 - 高橋伸也
グルアで3指に入る商会の会長。カオルを馬車に同乗させた際、その知恵と知識に感心する。貧民街で炊き出しを行うが、本人は偽善者ぶっている。重病の娘を「女神の涙」で助けてもらい、ポーションを大々的に売り出すときにはその販売元となる。
セルジュ
声 - 吉野貴大
バルモア国王。本来は兄であるロランドが国王になるはずだったが、過去にセルジュをかばったことで腕が動かなくなったため、セルジュに王位継承権を譲られた。
「女神の涙」を飲んだロランドの腕が動くようになった時、即座にロランドに王位を譲ろうとしたが拒否された。
バルドー
声 - 峰晃弘
カオルのバルモア王国での就職先である「マイヤール工房」の工房主。その他にアシル（21歳）、カルロス（32歳）（声 - 下鶴直幸）、アルバン（19歳）（声 - 田邊幸輔）、ブライアン（16歳）（声 - 前田誠二）が所属している。
アシル
声 - 梶原岳人
「マイヤール工房」の一員。リオタール子爵家の三男であり、兄の誕生パーティ（結婚相手を探す意味合いがある）に出席する際自分も結婚を迫られないためにとカオルを「婚約者のふり」をして、一緒に出席するように打診する。
カオルに気があるようだったがカオルが工房をやめた後、「女神の眼」の一員ロロットが引き継ぎ、ロロットに乗り換えた。「美味い料理を作ってくれる女の子であれば誰でもいいんかい」と呆れさせた。

#### ユスラル王国
ヴォンサス
声 - 保村真
王都軍大2隊長、階級は中佐。ヴォンサス伯爵家の三男でもある。カオルの薬屋「レイエットのアトリエ」で軍人病（水虫）の治療薬を大量購入するために訪れた。その後は自分を通すようにと通達することで軍人が店に押し寄せるのを防ぐ役割を果たす。その実、軍人薬を差配することで自分の軍内での政治力を高めている。
王都で流行病が蔓延した時にはカオルに協力して混乱を抑えた。その後病の発信源となる村へも同行するなど協力した。
オラム伯爵
声 - 上田燿司
借家だったカオルの薬屋「レイエットのアトリエ」の建物を強引に買い取って、一方的な契約をカオルに押し付ける。しかし、カオルは薬屋の商品を別の店に移し、元の店を弁当屋に変更して対抗したため、カオルの利権を奪う契約は失敗した。
ラルスリック子爵
声 - 新垣樽助
王都軍中隊長にして子爵家現当主。あまり裕福な子爵領ではないが、何代も前に金貨や宝石が大量に積まれた船が漂着し、その財産を使うことでなんとかやってこれた。しかし口伝で在処を伝えていたため、3代前の当主が伝える前に事故で亡くなってしまい在処がわからなくなってしまう。カオルに依頼して場所を探してもらう。

#### ベリスカス
カルロス
マリアルの愛馬で19歳の老馬。子爵一家がマリアルを残して殺され、「兄から頼まれていた」と言って家に入り込んできた男こそが殺害を命じた真犯人と知り、蹴り殺そうとして処分されることになった。牧場で処分までの一時を過ごしているときにカオルの神馬エドと出会い、その縁でカオルにマリアルを助けるように頼む。
マリアル
レイフェル女子爵。14歳。子爵である父を含む一家が盗賊に殺されたため子爵となるが、「兄から万一の時は娘を頼む」と言われていたとして、家に入り込んできた叔父のアラゴンに言いくるめられ結婚する予定だった。
愛馬カルロスの依頼を受けたカオルによって大勢の犬やカラス等の動物による復讐劇が行われ、アラゴンを断罪。正式に女子爵となる。
カオルのポーションの力で動物と話ができるようになり、犬や鳥たちを護衛や情報収集に活用するようになる。そのため「雌犬貴族」「鳥貴族」と呼ばれるようになる。
動物による断罪はセレスティーヌによるものと思われているため「女神の寵愛を受けし貴族」「女神の愛し子」と認識されている。領民からは敬愛される一方、貴族や王族は自分に取り込もうと結婚をせまったりと圧力をかけてくるようになる。これについてもカオルに協力を仰ぎ、やめさせることに成功する。
アラゴン
前レイフェル子爵の弟。28歳。子爵になる可能性がほぼ無いため、暗部を雇い兄である子爵一家を謀殺し爵位を得ようとした。ただ、マリアルが留守で無事だったため予定を変更し、マリアルと結婚して子爵の座に就くことにした。
しかし、マリアルの愛馬カルロスの依頼を受けたカオル達によって企みが明るみに出て、失敗に終わる。
マスリウス伯爵
レイフェル子爵家の寄親。子爵一家を殺害させたアラゴンを断罪する場に立ち会った。

### 70年後の登場人物
カオルがヴェルニーから姿を消し、その後70年以上が経った時点から始まるエピソードに登場する人物。

#### KKR
地球での親友同士だった香・恭子・礼子の3人の頭文字を並べた呼称。転生する香との会話で「地球の管理者」の存在を知った礼子と恭子は、地球の管理者と交渉し、地球で死んだ後ヴェルニーに転生する。
カオル
ブランコット王宮で罠に掛り死ぬ寸前に「自らをアイテムボックスに入れて」助かるものの、セレスティーヌもそれに気づかなかったためそのまま70年以上経過する。転生してきたレイコによって救出され、以後行動を共にする。
かつての知り合いには会うつもりは無かったが、偶然エミールだけと会い、他とは通信での会話のみ。
エディス
カオルが変装し別人として活動する聖女。各地の孤児院を回って食料を提供したり、怪我人の治療をしたりする。治療は軽いものはポーションを使うが、大怪我の場合は「女神にお願い」をして奇跡が起きた、という形をとっている。
レイコ / 久遠 礼子（くおん れいこ）
声 - 中野さいま
黒髪ロングの眼鏡をかけた女性。香と恭子の親友。KKR中では頭の回転が速い。
香の死後、恭子と二人で地球の管理者に接触し「香と共に過ごすはずだった私たちの人生の補償を」として地球での死後ヴェルニーに転生することを約束させた。カオルの死後70年以上にわたる生涯を全うした後ヴェルニーに転生する。
転生後はカオルと同じく15歳の肉体で不老。貰ったチート能力は「全ての魔法が使え、魔力も無限」。
カオルが死んだのではなく自らをアイテムボックスに収納したと推測し、魔法で次元の扉を開き救出した。その後はカオルとともに行動する。
ヴェルニーは魔法が一般的に使われている世界ではないので基本的には隠しているが、問題ないときには使用する。指先からビームを放つ「レイガン（光線銃）」でフォレストウルフ4体を瞬殺する等非常に強力な戦闘力を持つ。そのほか不可視フィールドで隠密行動をしたり、風魔法ですばやく移動したりするなど単独行動での護身能力が高いとして重宝される。
キャンディーダ
通称キャン。レイコが別人として活動するソロハンター。魔法やアイテムボックスは秘密なので、倒したモンスターは孤児を雇って運ぶ等怪しまれないようにしている。
キョウコ / 西園 恭子（にしぞの きょうこ）
声 - 青木瑠璃子
セミロングの女性。香と礼子の親友。KKRの中では一番正義感が強く、その正義感ゆえに暴走することがある。
礼子の後に天寿を全うしてヴェルニーに転生する。チート能力は「知っている船を創造する力、その船の使い方も自動取得」。
宇宙空間に宇宙母艦を浮かべ、搭乗艇で移動する。母艦には高度な武器やアイテムもあり、工場を使って様々なものが作れるなどかなりの性能を持つ。
サラエット
キョウコが別人として活動する商人。

#### ターヴォラス
トリスザードの東にある港町。伯爵領、国名は不明。
ミーネ
9歳の女児。カオルが買い取った物件である元孤児院に所属していた。隣領の商人に引き取られたが奴隷扱いを受けたため、同じように売られてきたアラルを連れて逃げて来た。本名は「ミーネット」だが、孤児院のルールで短く「ミーネ」と呼ぶ。
カオルの行う事業「リトルシルバー」の従業員となる。カオルたちのことを女神と認識しているが本人たちが隠したがってることも理解し、気づかないふりをしている。孤児院の院長から生きるために色々と学んでいるため子供とは思えないほど頭がきれており、カオルたちに「怖いわ、お前ら!!」と言われるほどである。
アラル
6歳の男児。ミーネと同じ商人に売られた孤児。ミーネとは別の出身のため普通の6歳児であり、カオルたちの癒し要員となっている。
イリー
10歳の女児。ミーネと同じ孤児院にいて他国に売られた一人。カオルたちに救出され「リトルシルバー」の一員になる。孤児院の院長からの教育を受けていただけあって、カオルが来なかったとしても逃げだす予定ではあった。
フリア
8歳の女児。イリーと同様の経緯で「リトルシルバー」の一員に。
リュシー
7歳の女児。カオルが救出に向かう2日前に脱走し、森の中を逃走中に発見。「リトルシルバー」の一員となる。引き取った商店の不正の証拠を町中に張り出したことで商店は廃業。追手に見つからないように街道を避け、森の中を逃走。指笛やフクロウの鳴きまねでの合図を使いこなす等、カオル達を驚かせる。
ハング、バッド
エドの子孫でカオルについてくることになった2頭の馬。ハングは「ハンギングアイズ（吊り目）」、バッドは「バッドアイズ（悪い目つき）」というカオルにちなんだ馬たちの中だけの名（アイズ一族）。他に「フラットチェスト（平ら胸）」「チェストレス（胸無し）」たちのチェスト一族がいる。
ハングはカオルのことを「カオル様」と呼び敬語を使うが、バッドは「嬢ちゃん」と呼び、口調もため口。
領主
ターヴォラス伯爵領の領主。貴族としてはかなり善良で、カオルたちが孤児を助けているため税を免除したりなど色々と優遇している。
また、カオルたちの裏での集まり「ビッグゴールド」の一員として前面の盾になることに。
ムーノ
カオルたちと取引のあるレリナス商会ターヴォラス支店長。商会主の思惑により支店長を解任され、新支店長から下僕扱いを強要されたことで他の優秀な従業員とともにレリナス商会を退社。ターヴォラス商会を立ち上げ、これまでレリナスの支店が行っていた役割を全て担うことに。
ローディリヒ
レリナス商会主ドレインの次男。会長のドレインが次男を次期会長にするべく手柄を立てさせようとターヴォラス支店長に任命した。元支店長のムーノをヒラの従業員に落とし下僕扱いを強要するが、大半の優秀な従業員とともに退職されてしまう。
その後発足したターヴォラス商店にこれまでの取引のほとんどを奪われ、従業員の8割もそちらへ移動し、レリナス商会は支店の撤退を余儀なくされる。
レイア
9歳くらいに見えるがセレスと同じような存在。セレスを監査するという名目でカオルに接触。下手に敵対してチート能力を剥奪されては困るので、カオルは町で一番の宿に泊まる費用を小遣いとして、レイアに毎月与えることになる。
実際にはカオルの情報を「地球の管理者」に報告して歓心を得ようと企んでいる。

#### 第一シーズンの人物
70年後にまだ生きていた者たち。ただし、カオルはエミールとしか会っていない。
エミール・ナガセ
バルモア王国の元孤児。「女神の眼」のメンバーは、カオルの地球での名字である「ナガセ」を貰って名乗っている。カオルのポーションの効果で実年齢は90歳に近いが、見た目は60代に見えるほど若い。
「女神カオル真教」を立ち上げ、ネームバリューを使って色々な商売を行う。それはカオルに貰った家を守り、家族が一緒に暮らすためでもある。
そのほかジル、レイエット、ロロットも健在。
フランセット
カオルの死に激高したセレスティーヌを説得し、大陸を救った英雄となる。侯爵へと陞爵し、王兄ロランドと結婚する。実年齢は100歳ほどになるものの健在。
マリアル
ベリスカスの女伯爵。子爵から陞爵した。カオルの消失後、状況がわからないであろうエドに説明をし、バルモア王国の牧場にて「シルバー種、3つの誓い」を誓約させる。
1. エドの子孫をシルバー種と呼称する。
2. シルバー種は自分で主を決める権利を持つ。
3. 約定を違えた場合全てのシルバー種に関する保有権を失い、以後はレイフェル子爵家が引き取る。

この誓いにより、エドの子孫のハングとバッドがカオルとレイコを主とした。

## 既刊一覧
※特記なき場合、発売日は講談社コミックプラスによる。

### 小説
- FUNA（著）/ すきま（イラスト） 『ポーション頼みで生き延びます！』 講談社〈Kラノベブックス〉、既刊11巻（2025年4月2日現在）

| 巻数 | 発売日        | ISBN              |
| ---- | ------------- | ----------------- |
| 1    | 2017年6月1日  | 978-4-06-365022-8 |
| 2    | 2017年11月1日 | 978-4-06-365044-0 |
| 3    | 2018年5月2日  | 978-4-06-511505-3 |
| 4    | 2019年1月9日  | 978-4-06-514538-8 |
| 5    | 2019年10月3日 | 978-4-06-517389-3 |
| 6    | 2020年6月2日  | 978-4-06-519782-0 |
| 7    | 2021年2月2日  | 978-4-06-528788-0 |
| 8    | 2022年8月2日  | 978-4-06-528815-3 |
| 9    | 2023年3月2日  | 978-4-06-531305-3 |
| 10   | 2023年12月1日 | 978-4-06-534121-6 |
| 11   | 2025年4月2日  | 978-4-06-539305-5 |

### 漫画
- FUNA（原作）/ すきま（キャラクター原案） / 九重ヒビキ（漫画） 『ポーション頼みで生き延びます！』 講談社〈シリウスコミックス〉、全9巻

| 巻数 | 第1刷発行日（発売日） | ISBN              |
| ---- | --------------------- | ----------------- |
| 1    | 2017年11月2日（同日） | 978-4-06-510332-6 |
| 2    | 2018年5月9日（同日）  | 978-4-06-511384-4 |
| 3    | 2019年1月9日（同日）  | 978-4-06-514072-7 |
| 4    | 2019年5月9日（同日）  | 978-4-06-515414-4 |
| 5    | 2019年12月4日（同日） | 978-4-06-517790-7 |
| 6    | 2020年6月9日（同日）  | 978-4-06-519704-2 |
| 7    | 2020年12月9日（同日） | 978-4-06-521727-6 |
| 8    | 2021年6月9日（同日）  | 978-4-06-523657-4 |
| 9    | 2021年12月9日（同日） | 978-4-06-526032-6 |

- FUNA（原作）/ すきま（キャラクター原案） / 園心ふつう（漫画） 『ポーション頼みで生き延びます！ 続』 講談社〈シリウスコミックス〉既刊4巻（2025年7月9日現在）

※特記なき場合、発売日は講談社コミックプラスによる。
| 巻数 | 第1刷発行日（発売日） | ISBN              |
| ---- | --------------------- | ----------------- |
| 1    | 2023年3月9日（同日）  | 978-4-06-530965-0 |
| 2    | 2023年11月9日（同日） | 978-4-06-533528-4 |
| 3    | 2024年10月8日（同日） | 978-4-06-537081-0 |
| 4    | （2025年7月9日）      | 978-4-06-539871-5 |

- FUNA（原作）/ すきま（漫画） 『ポーション頼みで生き延びます！ ハナノとロッテのふたり旅』 講談社〈シリウスKC〉既刊2巻（2025年2月7日現在）

カオルの後を追うように異世界に転移した後輩ハナノと、そこで出会ったロッテを主人公とするスピンオフ作品
※特記なき場合、発売日は講談社コミックプラスによる。
| 巻数 | 第1刷発行日（発売日） | ISBN              |
| ---- | --------------------- | ----------------- |
| 1    | 2023年10月6日（同日） | 978-4-06-533381-5 |
| 2    | 2025年2月7日（同日）  | 978-4-06-537453-5 |

## テレビアニメ
2023年2月にテレビアニメ化が発表された。同年10月から12月まで朝日放送テレビ・テレビ朝日系列の『ANiMAZiNG!!!』枠ほかにて放送された。

### スタッフ
- 原作 - FUNA[8]
- キャラクター原案 - すきま[50]
- 監督 - 中西伸彰[50]
- シリーズ構成 - 伊神貴世[50]
- キャラクターデザイン - 菊永千里[50]
- サブキャラデザイン - 海保仁美[49]
- プロップデザイン - 白﨑詩織
- 色彩設計 - 荒木隆介[49]
- 美術監督 - 大河内稔[49]
- 撮影監督 - 服部安[49]
- 編集 - 上野勇輔[49]
- 音響監督 - 立石弥生[49]
- 音楽 - 堤博明[50]
- 音楽制作 - ポニーキャニオン[50]
- 音楽プロデューサー - 大塚涼大
- プロデューサー - 松岡貴徳、塩谷佳之、黒須信彦、大森慎司
- アニメーションプロデューサー - 見﨑誠治
- アニメーション制作 - 寿門堂[50]
- 製作 - ポーション頼みで生き延びます！製作委員会

### 主題歌
「tailwind」
katagiriによるオープニング主題歌。作詞はkatagiri、作曲はみきとP、編曲はカワムラヒロシ。
「Love is a potion」
harmoeによるエンディング主題歌。作詞は山本メーコ（Hifumi,inc.）、作曲・編曲は佐高陵平（Hifumi,inc.）。

### 各話リスト
| 話数   | サブタイトル                     | 脚本     | 絵コンテ          | 演出              | 作画監督                                                                       | 総作画監督               | 初放送日       |
| ------ | -------------------------------- | -------- | ----------------- | ----------------- | ------------------------------------------------------------------------------ | ------------------------ | -------------- |
| 第1話  | 転生特典でお願いします！         | 伊神貴世 | 中西伸彰          | 中西伸彰          | 乘冨梓 堤絵梨果 畠山元 山﨑輝彦 菅原美智代 永田文宏                            | 菊永千里 菊池政芳        | 2023年 10月8日 |
| 第2話  | 異世界で安心安全生活目指します！ | 伊神貴世 | 洪貞敏            | 中嶋清人          | 乘冨梓 堤絵梨果 畠山元 山﨑輝彦 菅原美智代 永田文宏                            | 菊永千里 菊池政芳        | 10月15日       |
| 第3話  | 王宮で言いたい放題してきます！   | 伊神貴世 | 洪貞敏            | 金承徳            | 乘冨梓 堤絵梨果 畠山元 山﨑輝彦 菅原美智代 藤田真弓 上野沙弥佳 宮野健 永田文宏 | 菊永千里 菊池政芳        | 10月22日       |
| 第4話  | 御使い様モードで反撃します！     | 伊神貴世 | 藤原良二          | 神戸唯            | 乘冨梓 堤絵梨果 畠山元 山﨑輝彦 菅原美智代 藤田真弓 上野沙弥佳 宮野健          | 菊永千里 菊池政芳        | 10月29日       |
| 第5話  | 女神のポーションで商売します！   | 福田裕子 | 吉川博明          | 吉田俊司          | Jumondou Seoul                                                                 | 菊永千里 菊池政芳 畠山元 | 11月5日        |
| 第6話  | チートで軍隊潰しに行きます！     | 伊神貴世 | 麦野アイス 洪貞敏 | 粟井重紀          | 山﨑輝彦 菅原美智代 上野沙弥佳 谷口繁則 Jumondou Seoul                         | 菊永千里 菊池政芳 畠山元 | 11月12日       |
| 第7話  | 女神降臨で戦争終結させます！     | 伊神貴世 | 閔敬姫            | 金承徳            | 乘冨梓 堤絵梨果 山﨑輝彦 藤田真弓 上野沙弥佳 菅原美智代                        | 菊永千里 菊池政芳 畠山元 | 11月19日       |
| 第8話  | 美少女認定で誘拐されます！       | 福田裕子 | 洪貞敏            | 長尾聡浩          | 佐藤結花 Jumondou Seoul Jumondou Wuxi                                          | 菊永千里 菊池政芳 畠山元 | 11月26日       |
| 第9話  | 温泉でちょっと骨休めしてきます！ | 福田裕子 | 洪貞敏            | 粟井重紀 中西伸彰 | Jumondou Seoul Jumondou Wuxi                                                   | 菊永千里 菊池政芳 畠山元 | 12月3日        |
| 第10話 | 新たな国で初心に返ります！       | 伊神貴世 | 藤原良二          | 神戸唯            | 乘冨梓 堤絵梨果 藤田真弓 上野沙弥佳 山﨑輝彦 菅原美智代                        | 菊永千里 菊池政芳 畠山元 | 12月10日       |
| 第11話 | お宝ハントでお婿さん見つけます！ | 福田裕子 | 博多正寿          | 中嶋清人          | Jumondou Seoul                                                                 | 菊永千里 菊池政芳 畠山元 | 12月17日       |
| 第12話 | ポーション頼みで生き延びます！   | 伊神貴世 | 藤原良二          | 金承徳            | 藤田真弓 上野沙弥佳 山﨑輝彦 菅原美智代                                        | 菊永千里 菊池政芳 畠山元 | 12月24日       |

### 放送局
| 放送期間                  | 放送時間                     | 放送局                                              | 対象地域・備考                         |
| ------------------------- | ---------------------------- | --------------------------------------------------- | -------------------------------------- |
| 2023年10月8日 - 12月24日  | 日曜 2:00 - 2:30（土曜深夜） | 朝日放送テレビ（幹事局）および テレビ朝日系列全24局 | 日本国内 『ANiMAZiNG!!!』枠            |
| 2023年10月9日 - 12月25日  | 月曜 20:00 - 20:30           | AT-X                                                | CS放送 / 字幕放送 / リピート放送あり   |
| 2023年10月14日 - 12月30日 | 土曜 0:30 - 1:00（金曜深夜） | BSフジ                                              | 製作参加 / BS放送 / 『アニメギルド』枠 |

| 配信開始日     | 配信時間                   | 配信サイト |
| -------------- | -------------------------- | --- |
| 2023年10月8日  | 日曜 2:00（土曜深夜） 更新 | ABEMA |
| 2023年10月11日 | 水曜 0:00（火曜深夜） 更新 | バンダイチャンネル dアニメストア DMM TV FOD Hulu J:COMオンデマンド メガパック Lemino milplus ニコニコ動画 Amazon Prime Video TELASA U-NEXT ビデオマーケット |

| 朝日放送テレビ・テレビ朝日系列 ANiMAZiNG!!! | 朝日放送テレビ・テレビ朝日系列 ANiMAZiNG!!! | 朝日放送テレビ・テレビ朝日系列 ANiMAZiNG!!!                                         |
| 前番組                                      | 番組名                                      | 次番組                                                                              |
| ------------------------------------------- | ------------------------------------------- | ----------------------------------------------------------------------------------- |
| 実は俺、最強でした?                         | ポーション頼みで生き延びます！              | 最強タンクの迷宮攻略〜体力9999の レアスキル持ちタンク、勇者パーティーを追放される〜 |

### BD
| 巻 | 発売日         | 収録話         | 規格品番   |
| -- | -------------- | -------------- | ---------- |
| 1  | 2023年12月20日 | 第1話 - 第4話  | PCXP-51061 |
| 2  | 2024年1月24日  | 第5話 - 第8話  | PCXP-51062 |
| 3  | 2024年2月21日  | 第9話 - 第12話 | PCXP-51063 |